# Passalozetes prominens
Passalozetes prominens är en kvalsterart som beskrevs av Balogh och Sandór Mahunka 1968. Passalozetes prominens ingår i släktet Passalozetes och familjen Passalozetidae. Inga underarter finns listade i Catalogue of Life.